# Coursac
Coursac è un comune francese di 1 868 abitanti situato nel dipartimento della Dordogna nella regione della Nuova Aquitania.

## Storia

### Simboli
Lo stemma è stato concesso il 4 aprile 1990.

## Società

### Evoluzione demografica
Abitanti censiti

## Amministrazione

### Gemellaggi
- Fernelmont, Belgio, dal 2000